# Oronogo
Oronogo és una població dels Estats Units a l'estat de Missouri. Segons el cens del 2000 tenia 976 habitants.

## Demografia
Segons el cens del 2000, Oronogo tenia 976 habitants, 350 habitatges, i 263 famílies. La densitat de població era de 186,6 habitants per km².
Dels 350 habitatges en un 40,9% hi vivien nens de menys de 18 anys, en un 63,4% hi vivien parelles casades, en un 9,1% dones solteres, i en un 24,6% no eren unitats familiars. En el 22,3% dels habitatges hi vivien persones soles el 7,1% de les quals corresponia a persones de 65 anys o més que vivien soles. El nombre mitjà de persones vivint en cada habitatge era de 2,79 i el nombre mitjà de persones que vivien en cada família era de 3,25.
Per edats la població es repartia de la següent manera: un 32% tenia menys de 18 anys, un 8% entre 18 i 24, un 30,7% entre 25 i 44, un 20,5% de 45 a 60 i un 8,8% 65 anys o més.
L'edat mediana era de 31 anys. Per cada 100 dones de 18 o més anys hi havia 90,3 homes.
La renda mediana per habitatge era de 33.839 $ i la renda mediana per família de 36.339 $. Els homes tenien una renda mediana de 27.250 $ mentre que les dones 19.000 $. La renda per capita de la població era d'11.626 $. Entorn del 15,5% de les famílies i el 19,4% de la població estaven per davall del llindar de pobresa.

## Poblacions més properes
El següent diagrama mostra les poblacions més properes.